# (9548) Fortran
(9548) Fortran (1985 CN) – planetoida z pasa głównego asteroid okrążająca Słońce w ciągu 3,67 lat w średniej odległości 2,38 j.a. Odkryta 13 lutego 1985 roku.